# Europees kampioenschap squash 2021
De Europese kampioenschappen squash 2022 waren door de European Squash Federation (ESF) georganiseerd kampioenschap in het squash. De 20ste editie van de Europese kampioenschappen vond plaats in het Nederlandse Eindhoven van 27 tot 30 april 2022.